# Internet Defense League
A Internet Defense League é um site que foi lançado em março de 2012 com o objetivo de organizar futuros protestos on-line de legislação anti-violação de direitos autorais, seguindo o sucesso do anti-SOPA e PIPA protestos.

## História
O site da Internet Defense League é uma criação da organização sem fins lucrativos Fight for the Future, um grupo conhecido por sua participação nos protestos anti-SOPA de 2011, e Alexis Ohanian, fundador de Reddit.

## Site
De acordo com Tiffiniy Cheng, co-fundador da Fight for the Future, o objetivo do site da Defence League é inscrever milhares de sites, desde organizações gigantes até blogueiros individuais, que podem ser mobilizados rapidamente se necessário para futuros protestos contra a pirataria . Eles usarão um "sinal de gato", uma decolagem no Bat signal, se houver necessidade de agir. "Há essa teoria acadêmica... que fala sobre se você proibir a capacidade de compartilhar fotos de gatos, eles começarão a protestar em massa", Cheng explica para a CNN, por que eles escolheram um símbolo de gato.

## Recepção
Em maio de 2012, várias organizações notáveis assinaram na rede de protesto, incluindo Mozilla, Reddit, WordPress e Cheechburger Network.